# 34828 Ishapuri
34828 Ishapuri è un asteroide della fascia principale. Scoperto nel 2001, presenta un'orbita caratterizzata da un semiasse maggiore pari a 3,1764042 au e da un'eccentricità di 0,1312571, inclinata di 4,95812° rispetto all'eclittica.